# 19. pařížský obvod
19. pařížský obvod (francouzsky: 19e arrondissement de Paris), též nazývaný obvod Kopce Chaumont (Arrondissement des Buttes-Chaumont), je městský obvod v Paříži. Své označení dostal podle pomístního názvu návrší, kde se dnes nachází veřejný park stejného jména. Území dnešního obvodu tvoří bývalé vesnice Belleville a La Villette připojené k Paříži v roce 1860 a také části sousedních obcí Aubervilliers a Pantin.

## Poloha
19. obvod leží na pravém břehu řeky Seiny. Na jihu hraničí s 20. obvodem (jejich hranici tvoří ulice Rue de Belleville), na západě jej odděluje od 10. obvodu Boulevard de la Villette a od 18. obvodu Rue d'Aubervilliers, severní a východní hranici tvoří boulevard périphérique. Na severu sousedí s předměstím Aubervilliers a na východě s obcemi Pantin a Le Pré-Saint-Gervais.

## Demografie
V roce 2007 měl obvod 187 603 obyvatel a hustota zalidnění činila 27 629 obyvatel na km2. V roce 1999 v obvodu žilo 172 730 osob, což tvořilo 7,9 % pařížské populace.
Vývoj počtu obyvatel
| Rok sčítání | Počet obyvatel | Hustota zalidnění (ob./km²) |
| ----------- | -------------- | --------------------------- |
| 1962        | 159 568        | 23 514                      |
| 1968        | 148 862        | 21 937                      |
| 1975        | 144 357        | 21 273                      |
| 1982        | 162 649        | 23 968                      |
| 1990        | 165 062        | 24 324                      |
| 1999        | 172 730        | 25 454                      |
| 2006        | 186 180        | 27 420                      |
| 2007        | 187 603        | 27 629                      |

## Politika a správa
Radnice 19. obvodu se nachází na náměstí Place Armand Carrel. Současným starostou je od roku 2013 François Dagnaud za Socialistickou stranu.

## Městské čtvrti
Tento obvod se dělí na následující administrativní celky:
- Quartier de la Villette
- Quartier du Pont-de-Flandre
- Quartier d'Amérique
- Quartier du Combat

Podle oficiálního číslování pařížských městských čtvrtí mají tyto čtvrtě čísla 73–76.

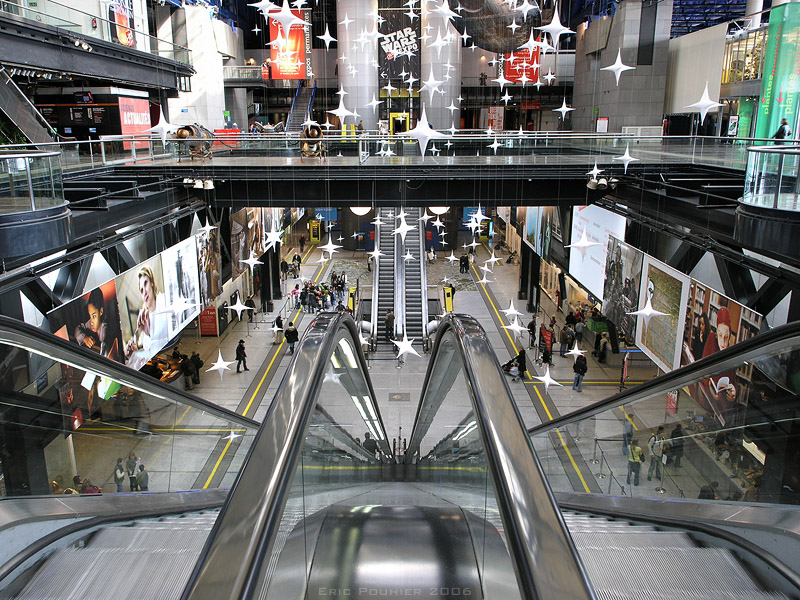
Vstupní hala Cité des sciences et de l'industrie

## Pamětihodnosti
Církevní stavby
- Kostel Panny Marie (Prostřednice všech milostí)
- Kostel Nanebevzetí Panny Marie v Buttes Chaumont – kostel z roku 1960
- Kostel Saint-Georges de la Villette
- Kostel Saint-Jacques-Saint-Christophe de la Villette – historická památka z let 1841–1844
- Kostel Saint-Jean-Baptiste de Belleville – novogotický kostel vystavěný v letech 1854–1859
- Kostel svatého Lukáše – moderní kostel z let 1997–1999

Ostatní památky
- Bassin de la Villette
- Canal Saint-Denis
- Canal de l'Ourcq
- Rotonde de la Villette – hradební bašta, pozůstatek po městském opevnění z let 1784–1788

Muzea a kulturní instituce
- Cité des sciences et de l'industrie – vzdělávací centrum vědy a techniky otevřené v roce 1986 v Parku de la Villette

Zajímavá prostranství
- Parc de la Villette
- Parc des Buttes-Chaumont

## 19. obvod v kultuře
Ve filmu Paris je t'aime je 19. obvodu věnována dvanáctá povídka Place des Fêtes, kterou režíroval Oliver Schmitz.